# Hôtel de ville d'Ermoúpoli
L'hôtel de ville d'Ermoúpoli (en grec moderne : Δημαρχείο Ερμούπολης / Dimarchío Ermoúpolis) est un édifice construit à partir de 1876 dans la ville d'Ermoúpoli, capitale de l'île de Syros. Conçu par l'architecte Ernst Ziller, le monument constitue l'un des principaux exemples de l'architecture néo-classique en Grèce.

## Histoire
À partir de 1856, la nécessité de construire un hôtel de ville devint prégnante, les services municipaux étant toujours hébergés dans un bâtiment privé. Le plan d'urbanisme de la ville réalisé en 1854 prévoyait un emplacement pour l'édifice et les premiers plans furent confiés à l'ingénieur en chef des Cyclades, Aléxandros Georgántas.
Le 26 mai 1858, le conseil municipal d'Ermoúpoli créa une commission pour la construction des bâtiments municipaux. En 1872, sous le mandat de Dimítrios Vafiadákis, un crédit d'un montant de 3 000 drachmes fut accordé à Ernst Ziller pour les plans d'un hôtel de ville et d'un monument aux morts. La collaboration avec l'architecte allemand semble toutefois antérieure, dans la mesure où les plans originaux de Ziller, conservés aux Archives générales de l'État des Cyclades, datent de 1871. Le coût de construction, estimé à 650 000 drachmes, fut toutefois jugé démesuré et la proposition fut abandonnée. Alors qu'une révision du projet d'hôtel de ville était lancée, l'idée de construire une caserne de pompiers en lieu et place de la mairie émergea.
Le 26 mai 1875, le conseil municipal décida d'accorder une subvention de 100 000 drachmes pour commencer la construction des archives municipales, tandis que le projet serait réalisé en plusieurs parties. Le 6 novembre 1875, le creusement des fondations débuta. Le 11 janvier 1876, à trois heures de l'après-midi, eut officiellement lieu la pose de la première pierre de l'hôtel de ville. Les journaux de Syros critiquèrent le coût disproportionné de la construction de l'édifice par rapport aux finances de la municipalité.
En 1879, le conseil municipal rejeta le budget de Ziller pour la maçonnerie, la menuiserie et le marbre et, en octobre de la même année, fit appel de la décision de la préfecture de suspendre le projet,. En 1886, les travaux atteignirent les niveaux sommitaux du monument, comme l'indiquent les procès-verbaux du conseil municipal concernant la décision d'acheter des poutres en fer pour renforcer les tours et la toiture. En décembre 1890, les charpentes et le mobilier furent réceptionnés, tandis que les opérations de pavage des abords du bâtiment furent lancées. La date de livraison du bâtiment n'est pas connue avec certitude. Une première hypothèse voudrait que l'édifice fut achevé en 1891, dans la mesure où l'aile orientale du bâtiment est attribuée au tribunal de première instance de Syros le 3 juin 1891. D'autres sources indiquent une date d'achèvement des travaux en 1898, et un emménagement des services municipaux en 1899. Le monument, symbole de la puissance de la ville à l'époque,, aurait coûté au total 1 300 000 drachmes, grevant sérieusement les finances municipales.
En 1912, Elefthérios Venizélos, qui commença sa scolarité à Ermoúpoli et y fit sa dernière année de lycée, fut reçu à l'hôtel de ville.
L'hôtel de ville d'Ermoúpoli fut reconnu comme œuvre d'art remarquable par décret ministériel en 1980. Entre 1998 et 2002, le bâtiment bénéficia d'une restauration dans le style néo-classique originel. Le lieu abrite aujourd'hui les services municipaux d'Ermoúpoli, mais également une galerie d'art, le Musée archéologique de Syros (es) à l'angle nord-ouest, ainsi que le tribunal de première instance dans l'aile est et la cour d'appel de l'Égée dans l'aile ouest.

## Architecture
L'hôtel de ville d'Ermoúpoli est situé au nord de la place Miaoúlis (en). Le bâtiment à trois niveaux mesure 70 × 40 mètres,. Il dispose d'un grand escalier extérieur de 15,5 m de large conduisant à une entrée monumentale sur deux niveaux surmontée d'un fronton. Le second niveau dispose de trois balcons séparés par des colonnes ioniques et des arcs en plein cintre. Les encadrements de fenêtres, les corniches et les bases des pilastres sont en marbre, tandis que les chapiteaux ioniques du deuxième étage, les piliers et les colonnes du parapet sont en terre cuite.
Dans le vestibule aux colonnes de style toscan, un escalier de 1,95 m de large est couvert d'une verrière et mène au premier étage. En face de l'escalier principal se trouve la salle du conseil municipal de style ionique. Les deux ailes symétriques sont composées de deux rangées de salles disposées autour d'une cour intérieure couverte par une verrière. Les planchers sont en bois et les plafonds en arcs surbaissés soutenus par des poutres, une solution appliquée pour la première fois en Grèce par Ernst Ziller. Des carreaux de mosaïque recouvrent les sols des couloirs et des cours intérieures. Alors que la salle du conseil municipal est richement ornée de fresques, les autres espaces présentent globalement une décoration simple.

## Galerie

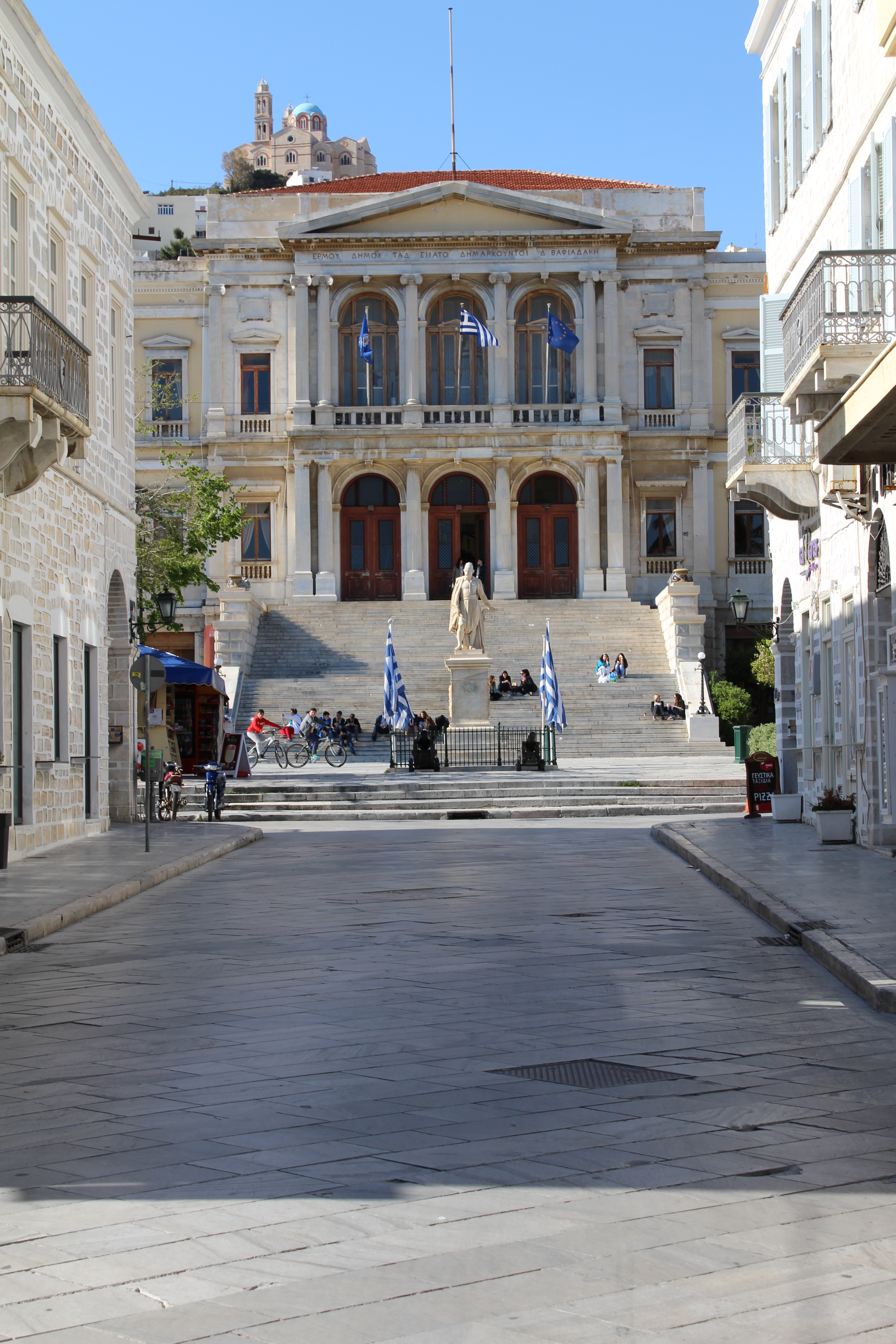
Vue depuis la rue Elefthérios Venizélos.
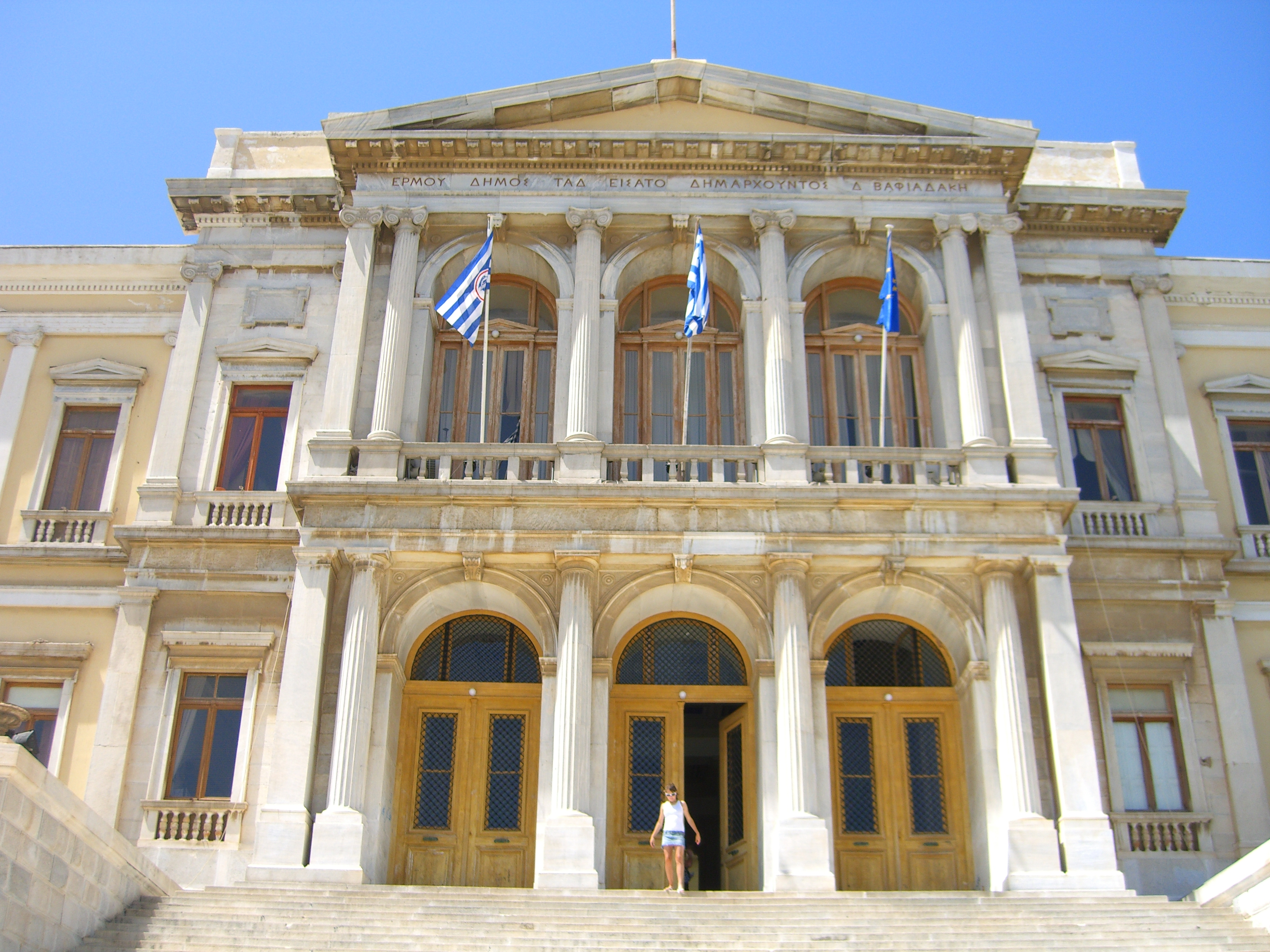
Escalier et entrée monumentale.
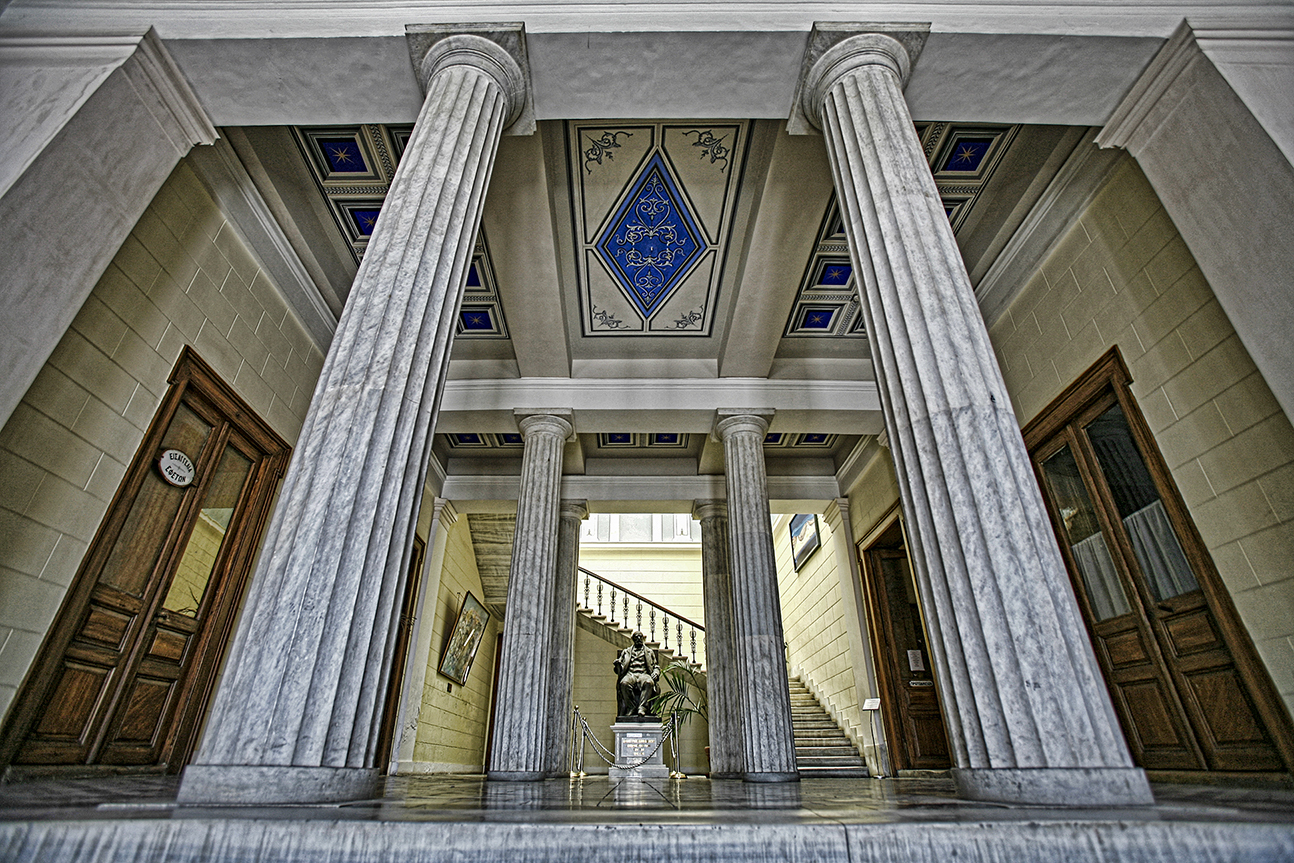
Vestibule central de l'hôtel de ville.
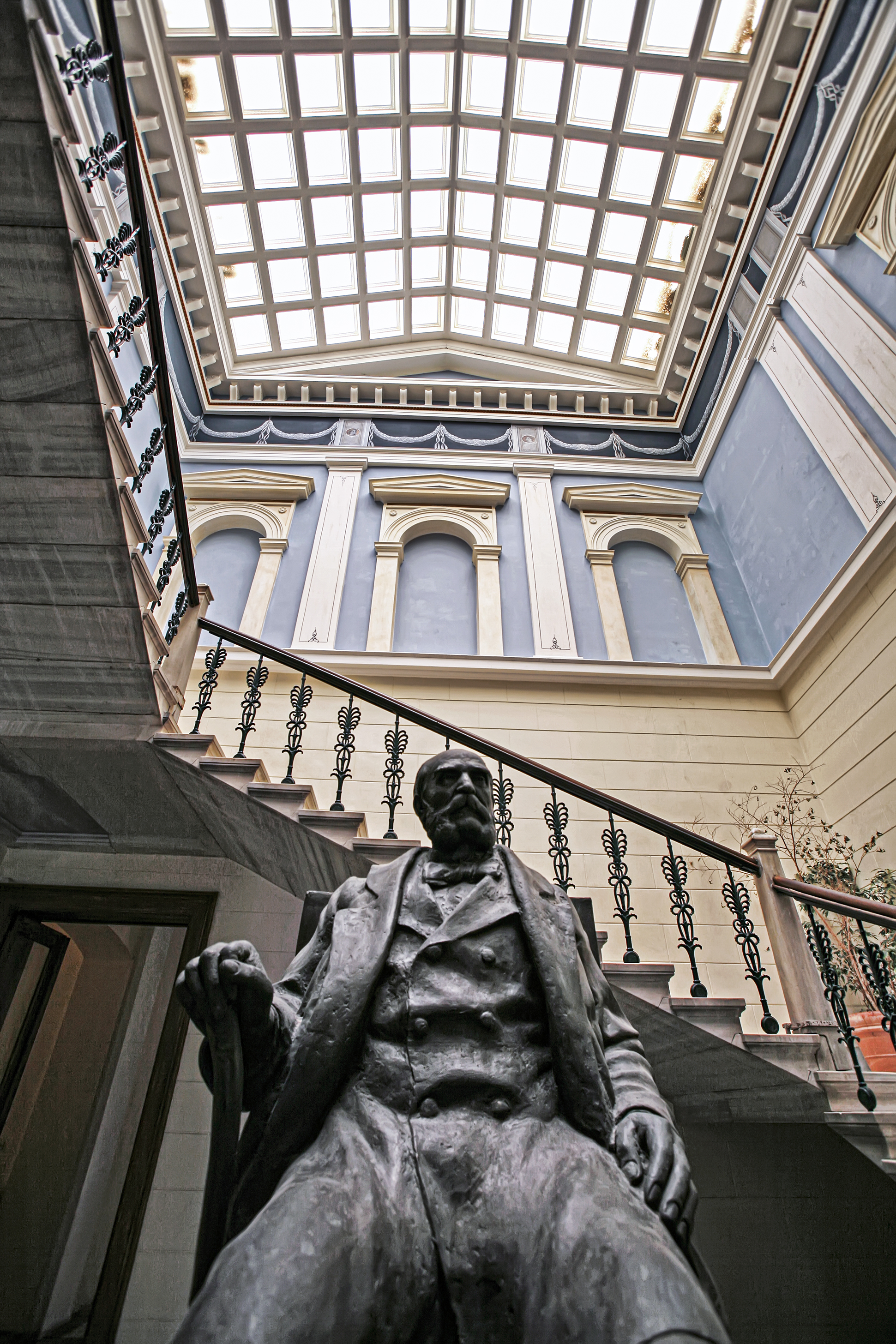
Escalier principal et verrière du vestibule.
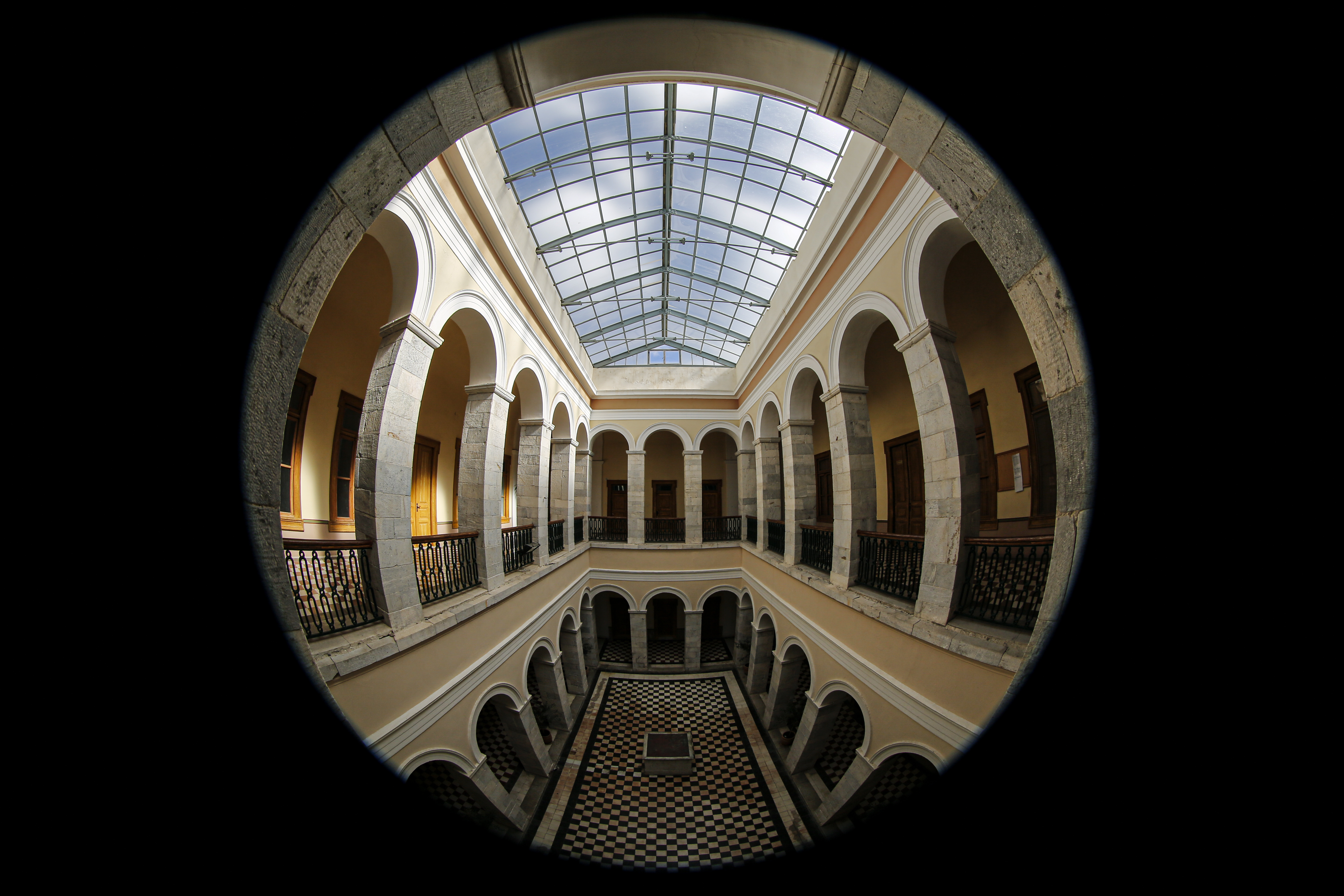
Architecture de l'une des ailes du bâtiment.